# Championnats du monde de patinage artistique 1987
Navigation
Mondiaux 1986 Mondiaux 1988
Les championnats du monde de patinage artistique 1987 ont lieu du 10 au 15 mars 1987 à l'Heritage Bank Center de Cincinnati aux États-Unis.

## Qualifications
Les patineurs sont éligibles à l'épreuve s'ils représentent une nation membre de l'Union internationale de patinage (International Skating Union en anglais). Les fédérations nationales sélectionnent leurs patineurs en fonction de leurs propres critères.
Sur la base des résultats des championnats du monde 1986, l'Union internationale de patinage autorise chaque pays à avoir de une à trois inscriptions par discipline. 

## Podiums
| Épreuves                            | Or                                    | Argent                               | Bronze                       |
| ----------------------------------- | ------------------------------------- | ------------------------------------ | ---------------------------- |
| Messieurs résultats détaillés       | Brian Orser                           | Brian Boitano                        | Alexandre Fadeïev            |
| Dames résultats détaillés           | Katarina Witt                         | Debi Thomas                          | Caryn Kadavy                 |
| Couples résultats détaillés         | Ekaterina Gordeeva / Sergueï Grinkov  | Ielena Valova / Oleg Vassiliev       | Jill Watson / Peter Oppegard |
| Danse sur glace résultats détaillés | Natalia Bestemianova / Andreï Boukine | Marina Klimova / Sergueï Ponomarenko | Tracy Wilson / Robert McCall |

## Tableau des médailles
| Rang  | Nation             | Or | Argent | Bronze | Total |
| ----- | ------------------ | -- | ------ | ------ | ----- |
| 1     | Union soviétique   | 2  | 2      | 1      | 5     |
| 2     | Canada             | 1  | 0      | 1      | 2     |
| 3     | Allemagne de l'Est | 1  | 0      | 0      | 1     |
| 4     | États-Unis         | 0  | 2      | 2      | 4     |
| Total | Total              | 4  | 4      | 4      | 12    |

## Détails des compétitions
Pour la saison 1986/1987, les calculs des points se font selon la méthode suivante :
- chez les Messieurs et les Dames (0.6 point par place pour les figures imposées, 0.4 point par place pour le programme court, 1 point par place pour le programme libre)
- chez les couples artistiques (0.4 point par place pour le programme court, 1 point par place pour le programme libre)
- en danse sur glace (0.6 point par place pour les trois danses imposées, 0.4 point par place pour la danse originale, 1 point par place pour la danse libre)

### Messieurs
| Rang                                        | Nom                   | Nation                | Points | Fig. impo. | Prog. court | Prog. libre |
| ------------------------------------------- | --------------------- | --------------------- | ------ | ---------- | ----------- | ----------- |
| 1                                           | Brian Orser           | Canada                | 3.2    | 3          | 1           | 1           |
| 2                                           | Brian Boitano         | États-Unis            | 4.0    | 2          | 2           | 2           |
| 3                                           | Alexandre Fadeïev     | Union soviétique      | 4.8    | 1          | 3           | 3           |
| 4                                           | Vladimir Kotin        | Union soviétique      | 10.4   | 4          | 5           | 6           |
| 5                                           | Grzegorz Filipowski   | Pologne               | 11.6   | 7          | 6           | 5           |
| 6                                           | Viktor Petrenko       | Union soviétique      | 11.6   | 5          | 4           | 7           |
| 7                                           | Christopher Bowman    | États-Unis            | 14.2   | 11         | 9           | 4           |
| 8                                           | Petr Barna            | Tchécoslovaquie       | 17.8   | 10         | 7           | 9           |
| 9                                           | Richard Zander        | Allemagne de l'Ouest  | 20.0   | 6          | 11          | 12          |
| 10                                          | Scott Williams        | États-Unis            | 21.6   | 9          | 8           | 13          |
| 11                                          | Makoto Kano           | Japon                 | 22.2   | 17         | 10          | 8           |
| 12                                          | Masaru Ogawa          | Japon                 | 22.8   | 12         | 14          | 10          |
| 13                                          | Falko Kirsten         | Allemagne de l'Est    | 25.2   | 13         | 16          | 11          |
| 14                                          | Oliver Höner          | Suisse                | 27.6   | 8          | 17          | 16          |
| 15                                          | Kurt Browning         | Canada                | 30.0   | 14         | 19          | 14          |
| 16                                          | Lars Dresler          | Danemark              | 32.2   | 20         | 13          | 15          |
| 17                                          | Paul Robinson         | Royaume-Uni           | 33.6   | 18         | 12          | 18          |
| 18                                          | Philippe Roncoli      | France                | 34.0   | 15         | 20          | 17          |
| 19                                          | Alessandro Riccitelli | Italie                | 36.6   | 16         | 15          | 21          |
| 20                                          | Michael Slipchuk      | Canada                | 39.8   | 19         | 21          | 20          |
| 21                                          | Peter Johansson       | Suède                 | 41.2   | 25         | 18          | 19          |
| 22                                          | Cameron Medhurst      | Australie             | 45.0   | 23         | 23          | 22          |
| 23                                          | Oula Jääskeläinen     | Finlande              | 45.8   | 22         | 24          | 23          |
| 24                                          | Oliver Dechert        | Allemagne de l'Ouest  | 46.6   | 21         | 25          | 24          |
| Patineurs éliminés après le programme court |                       |                       |        |            |             |             |
| 25                                          | Boyko Aleksiev        | Bulgarie              |        | 26         | 22          | NC          |
| 26                                          | Tomislav Čižmešija    | Yougoslavie           |        | 24         | 26          | NC          |
| 27                                          | Chi-Man Wong          | Hong Kong britannique |        | 27         | 27          | NC          |

### Dames
| Rang                                          | Nom              | Nation                | Points | Fig. impo. | Prog. court | Prog. libre |
| --------------------------------------------- | ---------------- | --------------------- | ------ | ---------- | ----------- | ----------- |
| 1                                             | Katarina Witt    | Allemagne de l'Est    | 4.4    | 5          | 1           | 1           |
| 2                                             | Debi Thomas      | États-Unis            | 6.0    | 2          | 7           | 2           |
| 3                                             | Caryn Kadavy     | États-Unis            | 7.4    | 4          | 5           | 3           |
| 4                                             | Elizabeth Manley | Canada                | 10.4   | 6          | 2           | 6           |
| 5                                             | Kira Ivanova     | Union soviétique      | 12.0   | 1          | 6           | 9           |
| 6                                             | Claudia Leistner | Allemagne de l'Ouest  | 13.0   | 3          | 8           | 8           |
| 7                                             | Jill Trenary     | États-Unis            | 13.2   | 11         | 4           | 5           |
| 8                                             | Midori Ito       | Japon                 | 13.6   | 14         | 3           | 4           |
| 9                                             | Anna Kondrashova | Union soviétique      | 14.8   | 7          | 9           | 7           |
| 10                                            | Joanne Conway    | Royaume-Uni           | 20.8   | 10         | 12          | 10          |
| 11                                            | Patricia Schmidt | Canada                | 20.8   | 8          | 10          | 12          |
| 12                                            | Susanne Becher   | Allemagne de l'Ouest  | 23.6   | 9          | 18          | 11          |
| 13                                            | Claudia Villiger | Suisse                | 25.8   | 12         | 14          | 13          |
| 14                                            | Agnès Gosselin   | France                | 28.2   | 13         | 16          | 14          |
| 15                                            | Iveta Voralova   | Tchécoslovaquie       | 31.0   | 18         | 13          | 15          |
| 16                                            | Željka Čižmešija | Yougoslavie           | 34.2   | 16         | 19          | 17          |
| 17                                            | Beatrice Gelmini | Italie                | 35.2   | 22         | 15          | 16          |
| 18                                            | Tracy-Lee Brook  | Australie             | 36.8   | 20         | 17          | 18          |
| 19                                            | Elina Hanninen   | Finlande              | 39.8   | 19         | 21          | 20          |
| 20                                            | Yvonne Pokorny   | Autriche              | 40.0   | 17         | 22          | 21          |
| 21                                            | Helene Persson   | Suède                 | 40.8   | 23         | 20          | 19          |
| 22                                            | Chi Hyun-jung    | Corée du Sud          | 43.8   | 21         | 23          | 22          |
| 23                                            | Sandra Escoda    | Espagne               | 47.6   | 25         | 24          | 23          |
| Abandon                                       | Tamara Téglássy  | Hongrie               |        | 15         | 11          |             |
| Patineuses éliminées après le programme court |                  |                       |        |            |             |             |
| 25                                            | Pauline Lee      | Taipei chinois        |        | 24         | 26          | NC          |
| 26                                            | Petya Gavazova   | Bulgarie              |        | 26         | 25          | NC          |
| 27                                            | Edith Poon       | Hong Kong britannique |        | 27         | 27          | NC          |

### Couples
| Rang | Nom                                  | Nation                | Points | Prog. court | Prog. libre |
| ---- | ------------------------------------ | --------------------- | ------ | ----------- | ----------- |
| 1    | Ekaterina Gordeeva / Sergueï Grinkov | Union soviétique      | 1.4    | 1           | 1           |
| 2    | Ielena Valova / Oleg Vassiliev       | Union soviétique      | 2.8    | 2           | 2           |
| 3    | Jill Watson / Peter Oppegard         | États-Unis            | 4.2    | 3           | 3           |
| 4    | Larisa Seleznyova / Oleg Makarov     | Union soviétique      | 6.8    | 7           | 4           |
| 5    | Denise Benning / Lyndon Johnston     | Canada                | 7.4    | 6           | 5           |
| 6    | Cynthia Coull / Mark Rowsom          | Canada                | 7.6    | 4           | 6           |
| 7    | Gillian Wachsman / Todd Waggoner     | États-Unis            | 10.0   | 5           | 8           |
| 8    | Christine Hough / Doug Ladret        | Canada                | 10.2   | 8           | 7           |
| 9    | Cheryl Peake / Andrew Naylor         | Royaume-Uni           | 12.6   | 9           | 9           |
| 10   | Lenka Knapová / René Novotný         | Tchécoslovaquie       | 14.0   | 10          | 10          |
| 11   | Sonja Adalbert / Daniele Caprano     | Allemagne de l'Ouest  | 15.8   | 12          | 11          |
| 12   | Danielle Carr / Stephen Carr         | Australie             | 16.4   | 11          | 12          |
| 13   | Shuk-Ching Ngai / Cheuk-Fai Lai      | Hong Kong britannique | 18.2   | 13          | 13          |

### Danse sur glace
| Rang | Nom                                     | Nation               | Points | Danses imposées | Danse originale | Danse libre |
| ---- | --------------------------------------- | -------------------- | ------ | --------------- | --------------- | ----------- |
| 1    | Natalia Bestemianova / Andreï Boukine   | Union soviétique     | 2.4    | 1               | 2               | 1           |
| 2    | Marina Klimova / Sergueï Ponomarenko    | Union soviétique     | 3.6    | 2               | 1               | 2           |
| 3    | Tracy Wilson / Robert McCall            | Canada               | 6.0    | 3               | 3               | 3           |
| 4    | Natalia Annenko / Genrikh Sretenski     | Union soviétique     | 8.0    | 4               | 4               | 4           |
| 5    | Suzanne Semanick / Scott Gregory        | États-Unis           | 10.0   | 5               | 5               | 5           |
| 6    | Kathrin Beck / Christoff Beck           | Autriche             | 12.0   | 6               | 6               | 6           |
| 7    | Antonia Becherer / Ferdinand Becherer   | Allemagne de l'Ouest | 14.0   | 7               | 7               | 7           |
| 8    | Klára Engi / Attila Tóth                | Hongrie              | 16.0   | 8               | 8               | 8           |
| 9    | Isabelle Duchesnay / Paul Duchesnay     | France               | 18.6   | 10              | 9               | 9           |
| 10   | Karyn Garossino / Rod Garossino         | Canada               | 20.4   | 9               | 10              | 11          |
| 11   | Lia Trovati / Roberto Pelizzola         | Italie               | 21.0   | 11              | 11              | 10          |
| 12   | Susie Wynne / Joseph Druar              | États-Unis           | 24.4   | 12              | 13              | 12          |
| 13   | Sharon Jones / Paul Askham              | Royaume-Uni          | 25.6   | 13              | 12              | 13          |
| 14   | Michela Malingambi / Andrea Gilardi     | Italie               | 28.0   | 14              | 14              | 14          |
| 15   | Honorata Górna / Andrzej Dostatni       | Pologne              | 31.0   | 16              | 16              | 15          |
| 16   | Tomoko Tanaka / Hiroyuki Suzuki         | Japon                | 31.0   | 15              | 15              | 16          |
| 17   | Jo Ann Borlase / Scott Chalmers         | Canada               | 34.0   | 17              | 17              | 17          |
| 18   | Andrea Weppelmann / Hendryk Schamberger | Allemagne de l'Ouest | 36.0   | 18              | 18              | 18          |
| 19   | Monica MacDonald / Rodney Clarke        | Australie            | 38.6   | 20              | 19              | 19          |
| 20   | Susanna Rahkamo / Petri Kokko           | Finlande             | 39.8   | 19              | 21              | 20          |
| 21   | Hristina Boyanova / Yavor Ivanov        | Bulgarie             | 41.6   | 21              | 20              | 21          |
| 22   | Park Kyung-sook / Han Seung-jong        | Corée du Sud         | 44.0   | 22              | 22              | 22          |